# Vickers Type 264 Valentia
El Vickers Valentia (designación de la compañía Type 264) fue un biplano británico de transporte para uso colonial, construido por la compañía Vickers para la Real Fuerza Aérea. La mayor parte de los aparatos construidos fueron conversiones de los primeros Vickers Type 56 Victoria.

## Diseño y desarrollo
Los primeros transportes-bombarderos Vickers Tipo 56 Victoria  con motores Napier Lion habían servido con éxito en la RAF desde mediados de la década de los años veinte; sin embargo, para 1932, el motor Lion se estaba volviendo obsoleto y estaba clara la necesidad de motores de mayor potencia. Por lo tanto, se decidió motorizar el avión con motores Bristol Pegasus más potentes. Se decidió llevar a cabo una actualización en dos etapas; la primera, designada Type 262 Victoria Mk VI o Configuration I con motores Bristol Pegasus IIL3 de 474 kW (654 hp), con peso máximo limitado, fue seguida por la Configuration II, que era capaz de aprovechar al máximo la mayor potencia del motor Pegasus. En virtud de una estructura y alas reforzadas con puntales, así como el tren de aterrizaje reforzado, frenos en las ruedas y una rueda de cola en lugar de patín, estos aviones serían denominados Type 264 Valentia, cuyo primer ejemplar voló por primera vez en 1934. El Type 264 era un voluminoso biplano de envergaduras desiguales, con unidad de cola también biplana y con una estructura alar metálica básica que introducía secciones externas con ligera flecha y un ligero diedro positivo.
El éxito del Victoria Mk VI (se construyeron 28), dio lugar a la Especificación 30/34, que condujo a la reconversión de 54 unidades al estándar del Valentia, con producción continua hasta 1936. En 1938 se suministró una versión con motores Pegasus IIM3 de 633 hp (que ofrecía un rendimiento mejorado en condiciones de "caliente y alto") para servir con el Escuadrón n.º 31 con base en Lahore. Al estallar la Segunda Guerra Mundial, la RAF tenía aún en su inventario 90 Valentia, de los que algunos se mantuvieron en servicio hasta 1941; en Irak, dos aparatos operaron hasta mayo de 1944.
Existió una única versión civil designada Type 72 Vanguard con capacidad para 23 pasajeros y propulsada por motores Napier Lion, que más tarde fueron sustituidos por Rolls-Royce Condor de 500 kW (670 hp), siendo el avión redesignado Type 103 Vanguard. Este modelo fue operado por Imperial Airways. Este aparato resultó destruido cuando era probado tras serle modificada la unidad de cola y haber sido rebautizado como Type 170 Vanguard.

## Historia operacional
El Valentia entró por primera vez en servicio con el Escuadrón N.º 70 de la RAF en su base de Hinaidi, Irak, en 1934, equipando también a las fuerzas británicas en la India, Persia y Burma. Al igual que los anteriores Vickers Vernon y Victoria, los Valentia se utilizaron ampliamente en operaciones de transporte en el Medio Oriente, y cuando fue necesario en misiones de bombardeo con soportes de bombas bajo las alas y dos puestos de tiro (puerta de embarque y dorsal) con ametralladoras Lewis de 7,7 mm; también fueron equipados experimentalmente con altavoces, utilizados para dirigirse a las personas (en este caso, tribus potencialmente rebeldes durante las tareas de vigilancia aérea). El Valentia también fue utilizado en uno de los primeros experimentos de reabastecimiento en vuelo realizados por Alan Cobham.
El Valentia se utilizó en operaciones de bombardeo nocturno durante la Campaña del Desierto Occidental en 1940, y permaneció en servicio con el Communications Flight de Irak y Persia hasta 1944, y con la Fuerza Aérea Sudafricana como bombardero en la Campaña de África Oriental en 1940-41.
Fue reemplazado como transporte en servicio con la RAF por el Bristol Bombay.

## Operadores
Reino Unido
- Real Fuerza Aérea británica (RAF)
- Raj británico
- Real Fuerza Aérea India (RIAF)

 Sudáfrica
- Fuerza Aérea Sudafricana (SAAF)

## Especificaciones
Referencia datos: Enciclopedia Ilustrada de la Aviación, Vol. 12 pág 3040, Ed. Delta, Barcelona 1982 ISBN 84-7598-020-1

### Características generales
- Tripulación: Dos
- Capacidad: 22 pasajeros
- Longitud: 18,1 m (59,5 ft)
- Envergadura: 26,6 m (87,3 ft)
- Altura: 5,4 m (17,7 ft)
- Superficie alar: 202,3 m² (2178 ft²)
- Peso vacío: 4790 kg (10 557,2 lb)
- Peso máximo al despegue: 8850 kg (19 505,4 lb)
- Planta motriz: 2× motor radial de nueve cilindros en estrella simple refrigerado por aire Bristol Pegasus II L3.
  - Potencia: 474 kW (654 HP; 645 CV) cada uno.

### Rendimiento
- Velocidad nunca excedida (Vne): 210 km/h (130 MPH; 113 kt)
- Velocidad crucero (Vc): 188 km/h (117 MPH; 102 kt)
- Alcance: 1290 km (697 nmi; 802 mi)
- Techo de vuelo: 4950 m (16 240 ft)
- Régimen de ascenso: 3,6 m/s (709 ft/min)

### Armamento
- Bombas: 1000 kg en soportes subalares opcionales

## Aeronaves relacionadas

### Aeronaves similares
- Vickers Vernon
- Vickers Type 56 Victoria
- Vickers Type 57 Virginia

### Secuencias de designación
- Secuencia Numérica (interna de Vickers): ← 258 - 259 - 262 - 263 - 264 - 266 - 267 - 270 -- 277 - 279 - 281 - 283 - 284 - 285 - 286 →